# تونخا
 تونخا (بالإسبانية: Tunja) هي عاصمة إدارة بوياكا في كولومبيا. تقع في جبال أنديز.

## توأمة
لتونخا اتفاقيات توأمة مع:
- خولياكا

## أعلام
- مرسيدس تشافيس جايمي
- نيرو كوينتانا
- خواكين كاماتشو
- خوان دي كاستيلانوس
- وينر أنكونا
- بارتولومي كاماتشو زامبرانو
- إيفان كازاس
- هيكتور بايز